# Danil Antonowitsch Kasanzew
Danil Antonowitsch Kasanzew (russisch Данил Антонович Казанцев; * 5. Januar 2001 in Sysran) ist ein russischer Fußballspieler.

## Karriere
Kasanzew begann seine Karriere bei Tschertanowo Moskau. Zur Saison 2016/17 wechselte er in die Akademie von Master-Saturn Jegorjewsk. Zur Saison 2019/20 schloss er sich der drittklassigen Zweitmannschaft des FK Chimki an. In der Saison 2019/20 kam er bis zum Saisonabbruch zu 16 Einsätzen in der Perwenstwo PFL. Im August 2020 debütierte er für die Profis von Chimki in der Premjer-Liga, als er am fünften Spieltag der Saison 2020/21 gegen Arsenal Tula in der Startelf stand. In jenem Spiel wurde er in der 77. Minute nach dem Erhalt von zwei Gelben Karten vom Platz gestellt.